# Лычак (река)
Лычак — река в Волгоградской области России, левый приток Медведицы (бассейн Дона).

## Географические сведения
Длина реки — 53 км, площадь водосборного бассейна — 691 км². Берёт начало у посёлка Лычак. Протекает по территории Фроловского, Даниловского и Михайловского районов на юго-западной окраине Приволжской возвышенности. Река извилиста на всём протяжении, во многих местах является пересыхающей. Устье теряется в пойме Медведицы вблизи хутора Раздоры.

## Этимология
Вероятнее всего, название реки связано со словом «лыко». В «Словаре…» В. И. Даля отмечены лексемы лычаки «лыковые, мочальные лапти» и лычага «веревка, свитая из лыка, мочала». Многие местные жители подтверждают, что здесь «промышляли лыком»: драли кору деревьев, вымачивали её в реке и получали готовое сырье — «лыки», которое шло на мочалы, рогожи, кули, веревки.

## Населённые пункты на реке
От истока к устью:
- Лычак
- Зеленовский
- Поповский
- Кашулин
- Илясов
- Кудиновский
- Глиновский
- Перелазовский
- Большой Лычак
- Малый Лычак
- Отрог
- Кукушкин
- Раздоры